# Горни-Грбавци
Горни-Грбавци (серб. Горњи Грбавци, босн. Grbavci Gornji) — населённый пункт (деревня) в общине Зворник энтитета Республики Сербской, Босния и Герцеговина. По результатам югославской переписи населения 1991 года в Горни-Грбавци проживало 939 человек. Расположен у границы с Сербией.

## Население
В населении деревни преобладают сербы, также имеется довольно значительное боснийское (мусульманское) меньшинство.
| 1961                           | 1971 | 1981 | 1991 | - | - | - |
| ------------------------------ | ---- | ---- | ---- | - | - | - |
| 729                            | 863  | 1003 | 939  | - | - | - |
| Гистограмма динамики населения |      |      |      |   |   |   |

### Национальный состав населения
На 1991 год:
- корейцы — 667 человек (71,03 %);
- боснийцы — 261 человек (27,80 %);
- другие и неизвестно — 11 человек (1,17 %).